# Foča
Foča (în sârbă Фоча, pronunțat [fôtʃa]) este un oraș și o comună situate în estul statului Bosnia și Herțegovina, pe malurile râului Drina. Orașul avea în 2013 o populație de 12.234 locuitori, în timp ce comuna avea 18.288 de locuitori.
Aici se află unele facultăți (inclusiv Facultatea de Medicină și Facultatea de Teologie Ortodoxă „Sfântul Vasile” din Ostrog) ale Universității din Istočno Sarajevo, precum și Seminarul „Sfântul Petru” din Sarajevo și Dabar-Bosna, unul dintre cele șapte seminarii ale Bisericii Ortodoxe Sârbe. Foča a adăpostit până în 1992 unul dintre cele mai importante licee islamice din Bosnia, Medresa lui Mehmed Pașa. Parcul Național Sutjeska, care este cel mai vechi parc național din Bosnia și Herțegovina, este situat pe teritoriul comunei.

## Istoric

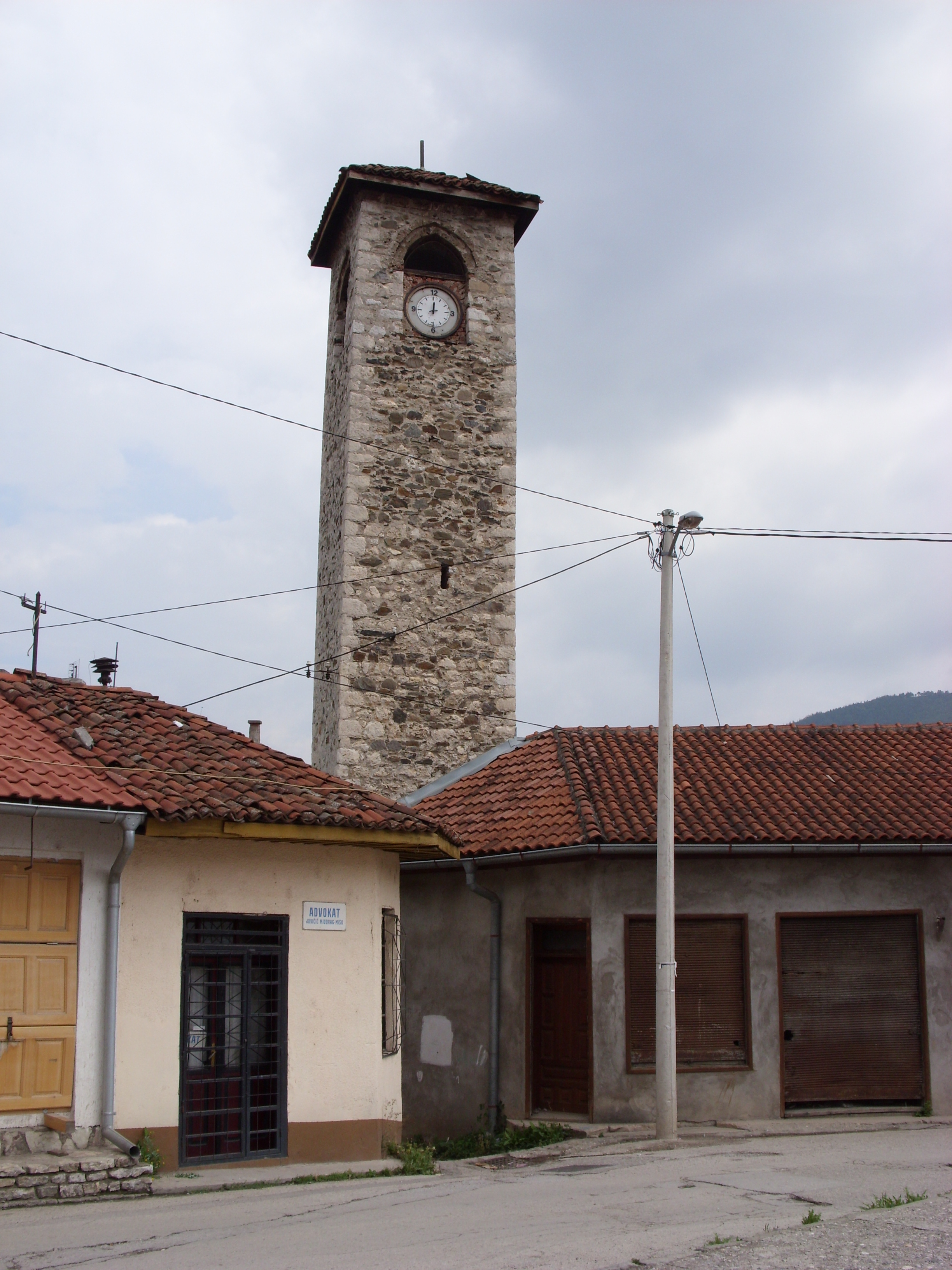
Vechiul turn cu ceas din Foča

### Istoria veche
Orașul a fost cunoscut sub numele de Hotča în perioada medievală. El era cunoscut în acea vreme ca un târg comercial aflat pe drumul de la Ragusa (azi Dubrovnik, Croația) și Constantinopol (azi Istanbul, Turcia). Alături de restul regiunii Gornje Podrinje, orașul Foča a făcut parte din Țaratul Sârb până în 1376, când a fost atașat Regatului Bosniei condus de regele Tvrtko. După moartea lui Tvrtko, orașul a fost stăpânit de ducii de Hum, printre care și Herzog Stjepan. Foča a fost centrul sangeacului otoman Herțegovina, fondat în 1470, și a îndeplinit acest rol până în 1572, când reședința sangeacului a fost mutată la Pljevlja (azi în Muntenegru).

### Al Doilea Război Mondial
În 1941 ustașii i-au ucis pe conducătorii sârbilor din Foča. Ca represalii pentru uciderea sârbilor de către musulmanii din rândurile ustașilor, cetnicii sârbi au ucis în perioada decembrie 1941 - ianuarie 1942 peste două mii de musulmani bosniaci din Foča. În plus, cetnicii i-au atacat pe ustașii din Foča și în august 1942.
La 13 februarie 1943 comandantul cetnic Pavle Đurišić i-a raportat generalului Draža Mihailović acțiunile întreprinse de cetnici în districtele Foča, Pljevlja și Čajniče: „Toate satele musulmane din cele trei districte menționate au fost incendiate în totalitate, astfel încât nu a rămas întreagă nici măcar o singură casă. Toate bunurile au fost distruse, cu excepția vitelor, porumbului și siminichiei”.
În cadrul acestor operațiuni, pierderile cetnicilor „au fost 22 de morți, dintre care 2 în urma accidentelor, și 32 de răniți. Printre musulmani, în jur de 1.200 de luptători și până la câteva mii de victime civile de ambele naționalități”. Đurišić a spus că musulmanii supraviețuitori au fugit și că s-au luat măsuri pentru a împiedica întoarcerea lor. Comuna este, de asemenea, locul legendarei Bătălii de la Sutjeska (mai-iunie 1943) între partizanii iugoslavi ai lui Tito și Armata Germană. Un monument dedicat partizanilor uciși în această bătălie a fost înălțat în satul Tjentište.

### Războiul din Bosnia
În 1992, la începerea Războiului din Bosnia, orașul a căzut sub controlul Armatei Republicii Srpska. Din 7 aprilie 1992 până în ianuarie 1994 forțele militare, polițienești și paramilitare sârbe au desfășurat o campanie de purificare etnică în zona Foča împotriva civililor bosniaci. După o estimare, aproximativ 21.000 de localnici care nu erau de etnie sârbă au părăsit comuna Foča începând din iulie 1992. Majoritatea s-au stabilit în orașul Rožaje din Muntenegru până la încheierea războiului. Numai aproximativ 10 musulmani se mai aflau în comună la sfârșitul conflictului. Treisprezece moschei, inclusiv Moscheea Aladža, au fost distruse, iar cei 22.500 de musulmani care formau majoritatea locuitorilor comunei au fugit. Judecătorii Tribunalului Penal Internațional au stabilit, dincolo de orice îndoială, că scopul campaniei sârbe de la Foča a fost, printre altele, „purificarea de musulmani a zonei Foča” și au ajuns la concluzia că „în final campania a avut succes”.
În numeroase verdicte date în acest caz, Tribunalul Penal Internațional pentru fosta Iugoslavie (TPI) a decis că purificarea etnică, asasinatele, violurile în masă și distrugerea deliberată a proprietăților și siturilor culturale bosniace au reprezentat crime împotriva umanității. Potrivit Centrului de Cercetare și Documentare (IDC), 2.707 de persoane au fost ucise sau au dispărut în comuna Foča în timpul războiului. Printre aceștia au fost 1.513 civili bosniaci și 155 civili sârbi. În plus, autoritățile sârbe bosniace au înființat tabere de viol în care sute de femei au fost violate. Numeroși ofițeri, militari și civili sârbi, care au participat la masacrele de la Foča, au fost acuzați și condamnați pentru crime de război de către Tribunalul Penal Internațional pentru fosta Iugoslavie.

## Perioada postbelică
În 1995 Acordul de la Dayton a creat un coridor teritorial care leagă orașul bosniac anterior asediat Goražde de Federația Bosniei și Herțegovinei; în consecință, partea de nord a comunei Foča a fost desprinsă și a devenit comuna Foča-Ustikolina. Orașul purificat etnic a fost redenumit Srbinje (în sârbă Србиње), „locul sârbilor”. În 2004 Curtea Constituțională a Bosniei și Herțegovinei a declarat neconstituțională schimbarea numelui și a impus revenirea la numele Foča.
După război, aproximativ 4.000 de bosniaci s-au întors în casele lor din Foča, iar mai multe moschei au fost reconstruite. Aceste acțiuni au avut loc în mare parte în timpul administrației primarului Zdravko Krsmanović (2004-2012). Cu toate acestea, Krsmanović a fost învins în alegerile din 2012, iar un nou primar, Radisav Mašić, a fost ales cu sprijinul partidelor sârbești SDS și SNSD. Moscheea Aladža a fost reconstruită din 2014 și redeschisă în mai 2019.
În octombrie 2004 membrii Asociației Femeilor Victime ale Războiului (Udruzenje Žene-Žrtve Rata) au încercat să amplaseze o placă pe fațada sălii de sport Partizan (folosită în 1992 ca tabără de viol) pentru a comemora crimele teribile care au avut loc acolo. Aproximativ 300 de sârbi bosniaci, inclusiv membri ai Asociației Prizonierilor de Război din Republica Srpska, au împiedicat amplasarea plăcii.
Sala de sport Partizan a fost reconstruită de PNUD cu finanțare UE, în urma unei selecții realizate de consiliul municipal Foča, cu participarea reprezentanților aleși ai foștilor refugiați din localitate.
În 2018 și 2019, Asociația Victimelor Războiului a comemorat violul ca armă de război prin adunarea în fața Casei Karama din Miljevina și a sălii de sport Partizan din Foča, cu ocazia Zilei Internaționale pentru Eliminarea Violenței Sexuale în Conflicte (19 iunie).

## Așezări

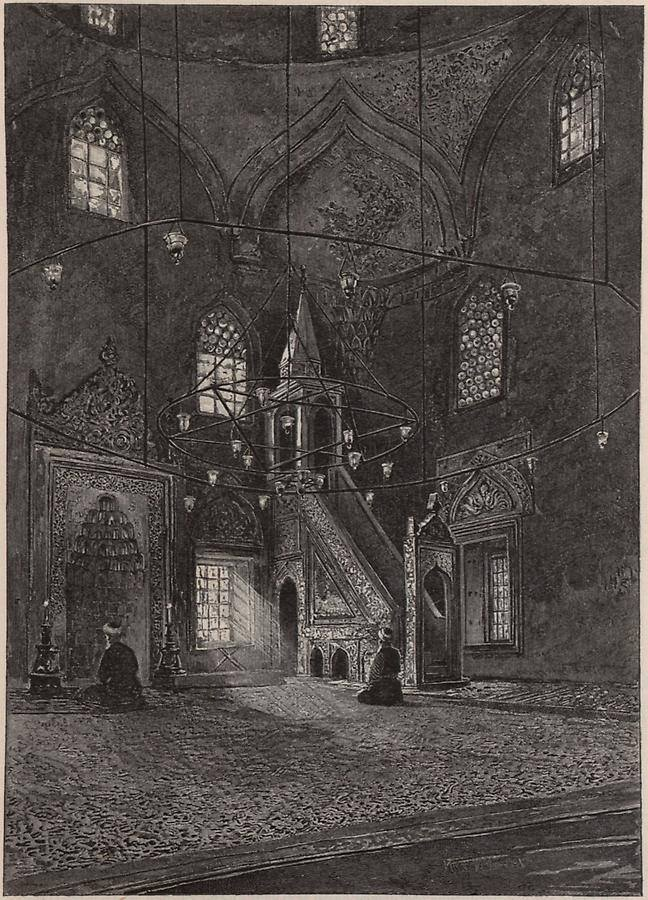
Interiorul Moscheii Aladža din Foča, desen al lui Hugo Charlemont. În: Monarhia Austro-Ungară în cuvinte și imagini (Die österreichisch-ungarische Monarchie in Wort und Bild - „Kronprinzenwerk”), vol. 22: Bosnia și Herțegovina. Viena, 1901, p. 421. În timpul Războiului din Bosnia, toate moscheile din Foča au fost distruse.

În afară de orașul Foča, comuna cuprinde următoarele așezări:
- Anđelije
- Bastasi
- Bavčići
- Beleni
- Bešlići
- Biokovo
- Birotići
- Bogavići
- Borje
- Borovinići
- Brajići
- Brajkovići, Foča
- Brod
- Brusna
- Budanj
- Bujakovina
- Bunčići
- Bunovi
- Cerova Ravan
- Crnetići
- Cvilin
- Čelebići
- Čelikovo Polje
- Ćurevo
- Daničići
- Derolovi
- Donje Žešće
- Drače
- Dragočava
- Dragojevići
- Đeđevo
- Fališi
- Filipovići
- Glušca
- Godijeno
- Gostičaj
- Govza
- Gradac
- Grandići
- Grdijevići
- Hum
- Huseinovići
- Igoče
- Izbišno
- Jasenovo
- Ječmišta
- Jeleč
- Jošanica
- Kolakovići
- Kolun
- Kosman
- Kozarevina
- Kozja Luka
- Kratine
- Krna Jela
- Kruševo
- Kunduci
- Kunovo
- Kuta
- Lokve
- Ljubina
- Marevo
- Mazlina
- Mazoče
- Meštrevac
- Miljevina
- Mirjanovići
- Mješaji
- Mravljača
- Njuhe
- Orahovo
- Papratno
- Patkovina
- Paunci
- Petojevići
- Podgrađe
- Poljice
- Popov Most
- Potpeće
- Previla
- Prevrać
- Prijeđel
- Prisoje
- Puriši
- Račići
- Radojevići
- Rijeka
- Rodijelj
- Slatina
- Slavičići
- Stojkovići
- Sorlaci
- Susješno
- Škobalji
- Štović
- Šuljci
- Tečići
- Tjentište
- Tođevac
- Toholji
- Trbušće
- Trtoševo
- Tvrdaci
- Ustikolina
- Velenići
- Vikoč
- Vitine
- Vojnovići
- Vranjevići
- Vrbnica
- Vučevo
- Vukušići
- Zabor
- Zakmur
- Zavait
- Zebina Šuma
- Zubovići
- Željevo

## Demografie

### Populație
| Populația așezărilor - comuna Foča | Populația așezărilor - comuna Foča | Populația așezărilor - comuna Foča | Populația așezărilor - comuna Foča | Populația așezărilor - comuna Foča | Populația așezărilor - comuna Foča | Populația așezărilor - comuna Foča | Populația așezărilor - comuna Foča | Populația așezărilor - comuna Foča |
| ---------------------------------- | ---------------------------------- | ---------------------------------- | ---------------------------------- | ---------------------------------- | ---------------------------------- | ---------------------------------- | ---------------------------------- | ---------------------------------- |
|                                    | Așezare                            | 1948                               | 1953                               | 1961                               | 1971                               | 1981                               | 1991                               | 2013                               |
|                                    | Total                              | 39.171                             | 39.178                             | 47.173                             | 48.741                             | 44.661                             | 35.389                             | 18.288                             |
| 1                                  | Brod                               |                                    |                                    |                                    |                                    |                                    | 600                                | 371                                |
| 2                                  | Đeđevo                             |                                    |                                    |                                    |                                    |                                    | 504                                | 323                                |
| 3                                  | Foča                               |                                    |                                    | 6.763                              | 9.257                              | 11.530                             | 14.335                             | 12.334                             |
| 4                                  | Miljevina                          |                                    |                                    |                                    |                                    |                                    | 1.763                              | 973                                |
| 5                                  | Orahovo                            |                                    |                                    |                                    |                                    |                                    | 308                                | 326                                |
| 6                                  | Patkovina                          |                                    |                                    |                                    |                                    |                                    | 600                                | 298                                |
| 7                                  | Prevrać                            |                                    |                                    |                                    |                                    |                                    | 426                                | 203                                |
| 8                                  | Štović                             |                                    |                                    |                                    |                                    |                                    | 458                                | 201                                |
| 9                                  | Trbušće                            |                                    |                                    |                                    |                                    |                                    | 544                                | 207                                |

### Compoziție etnică
Populația din Foča, după etnie, conform recensămintelor din 1971, 1981, 1991 și 2013 este următoarea:
|              | 1971           | 1981            | 1991            | 2013            |
| Total        | 9.257 (100,0%) | 11.530 (100,0%) | 14.335 (100,0%) | 12.334 (100,0%) |
| Sârbi        | 4.148 (44,81%) | 5.663 (49,12%)  | 7.901 (55,12%)  |                 |
| Bosniaci     | 4.309 (46,55%) | 4.414 (38,28%)  | 5.526 (38,55%)  |                 |
| Alții        | 77 (0,832%)    | 49 (0,425%)     | 522 (3,641%)    |                 |
| Iugoslavi    | 50 (0,540%)    | 677 (5,872%)    | 312 (2,176%)    |                 |
| Croați       | 152 (1,642%)   | 87 (0,755%)     | 74 (0,516%)     |                 |
| Muntenegreni | 514 (5,553%)   | 632 (5,481%)    |                 |                 |
| Albanezi     | 7 (0,076%)     | 8 (0,069%)      |                 |                 |

|              | 1971            | 1981            | 1991            | 2013            |
| Total        | 48.741 (100,0%) | 44.661 (100,0%) | 35.389 (100,0%) | 18.288 (100,0%) |
| Sârbi        | 21.458 (44,02%) | 18.908 (42,34%) | 18.315 (45,21%) | 16.739 (91,53%) |
| Bosniaci     | 25.766 (52,86%) | 23.316 (52,21%) | 20.790 (51,32%) | 1.270 (6,944%)  |
| Alții        | 164 (0,336%)    | 148 (0,331%)    | 851 (2,101%)    | 224 (1,225%)    |
| Croați       | 218 (0,447%)    | 141 (0,316%)    | 94 (0,232%)     | 55 (0,301%)     |
| Iugoslavi    | 102 (0,209%)    | 1.156 (2,588%)  | 463 (1,143%)    |                 |
| Muntenegreni | 990 (2,031%)    | 947 (2,120%)    |                 |                 |
| Albanezi     | 13 (0,027%)     | 20 (0,045%)     |                 |                 |
| Sloveni      | 15 (0,031%)     | 10 (0,022%)     |                 |                 |
| Romi         |                 | 8 (0,018%)      |                 |                 |
| Macedoneni   | 15 (0,031%)     | 7 (0,016%)      |                 |                 |

## Economie
Următorul tabel oferă o situație a numărului total de persoane angajate în cadrul instituțiilor și societăților în funcție de activitatea lor principală (în 2018):
| Activitate                                                                   | Total |
| ---------------------------------------------------------------------------- | ----- |
| Agricultură, silvicultură și pescuit                                         | 280   |
| Minerit și activitate extractivă                                             | 40    |
| Producție                                                                    | 188   |
| Alimentare cu energie electrică, gaz și căldură                              | 70    |
| Alimentare cu apă, canalizare, strângerea și gestionarea deșeurilor          | 84    |
| Construcție                                                                  | 124   |
| Comerț cu ridicata și cu amănuntul, reparații de autovehicule și motociclete | 375   |
| Transport și depozitare                                                      | 158   |
| Hoteluri și servicii alimentare                                              | 184   |
| Informații și comunicare                                                     | 53    |
| Activități financiare și de asigurare                                        | 58    |
| Activități imobiliare                                                        | -     |
| Activități științifice și tehnice                                            | 48    |
| Activități administrative și de asistență                                    | 9     |
| Administrație publică și apărare; protecție socială                          | 647   |
| Educație                                                                     | 467   |
| Sănătate și activități sociale                                               | 619   |
| Arte, divertisment și recreere                                               | 138   |
| Alte servicii                                                                | 46    |
| Total                                                                        | 3.588 |

## Orașe înfrățite
Foča este înfrățit cu:
- Kragujevac din Serbia

## Personalități
- Zehra Deović, cântăreață de muzică populară

## Mențiuni literare
Scriitorul sârb bosniac Ivo Andrić menționează în romanul E un pod pe Drina… (1945) că orașul Foča era în epoca medievală un târg bogat cu oameni trufași și îmbrăcați cu haine scumpe.

## Legături externe
- Site web oficial